# John F. Kennedy International Airport
John F. Kennedy International Airport (IATA: JFK, ICAO: KJFK), også kendt Kennedy Airport eller JFK Airport, er New York Citys internationale lufthavn, beliggende i bydelen Queens. 
JFK er lufthavnen med mest internationale trafik i USA, målt i antal passagerantal. Lufthavnen er den største lufthavn for selskabet JetBlue Airways, og også en af de vigtigste for Delta Air Lines og American Airlines.[kilde mangler]
Lufthavnen drives af Port Authority of New York and New Jersey, som også driver andre lufthavne i området; som Newark Liberty International Airport, LaGuardia Airport og Teterboro Airport. JFK er den største af disse.
JFK havde cirka 47 millioner rejsende i 2011, hvilket gør den til den sjette travleste lufthavn i USA. Den håndterer ca. 50.000 internationale passagerer om dagen.
Ud over fire baner for fly er der også fire landingssteder for helikoptere på JFK Airport.[kilde mangler]